# Egyházasrádóc
Egyházasrádóc [eď-házaš-rádóc] je obec v Maďarsku v župě Vas, spadající pod okres Körmend. Nachází se asi 8 km severovýchodně od Körmendu, 16 km jihozápadně od Szombathely a asi 231 km jihozápadně od Budapešti. V roce 2017 zde žilo 1 267 obyvatel. Jde o významnou tranzitní obec, protože zde prochází hlavní silnice 86, která je součástí evropské silnice E65. Vesnice je též napojena na železniční síť a vedlejší silnice 8706 a 8722.
Kromě hlavní části patří k obci také osady Kisrádóc, Kissároslak a Rádócújfalu. Vesnice Kissároslak a Rádócújfalu (též Rádóckisújfalu) byly dříve samostatnými obcemi, ale poté byly sloučeny se sousední vesnicí Egyházasrádóc, čímž vznikla současná obec. První písemná zmínka pochází z roku 1221. Název vznikl pravděpodobně ze slovanského jména Radovac, vyskytuje se i v názvu sousedící obce Rádóckölked. První část názvu pochází ze slova egyház, které označuje kostel a rovněž se vyskytuje v názvu nedaleké obce Egyházashollós.
Nachází se zde kostel svatého apoštola Ondřeje, reformovaný kostel, kaple svaté Marie v Rádócújfalu a kaple v Kissároslaku. Protéká zde potok Mukucs-patak, který je levostranným přítokem řeky Ráby.

## Sousední obce
| Růžice kompasu | Ják           | Kisunyom | Sorokpolány      | Růžice kompasu |
| Růžice kompasu |               | Sever    | Nemesrempehollós | Růžice kompasu |
| Růžice kompasu | Egyházasrádóc |          | Nemesrempehollós | Růžice kompasu |
| Růžice kompasu | Jih           |          | Nemesrempehollós | Růžice kompasu |
| Růžice kompasu | Rádóckölked   |          | Molnaszecsőd     | Růžice kompasu |